# Fritz Winter (Illustrator)

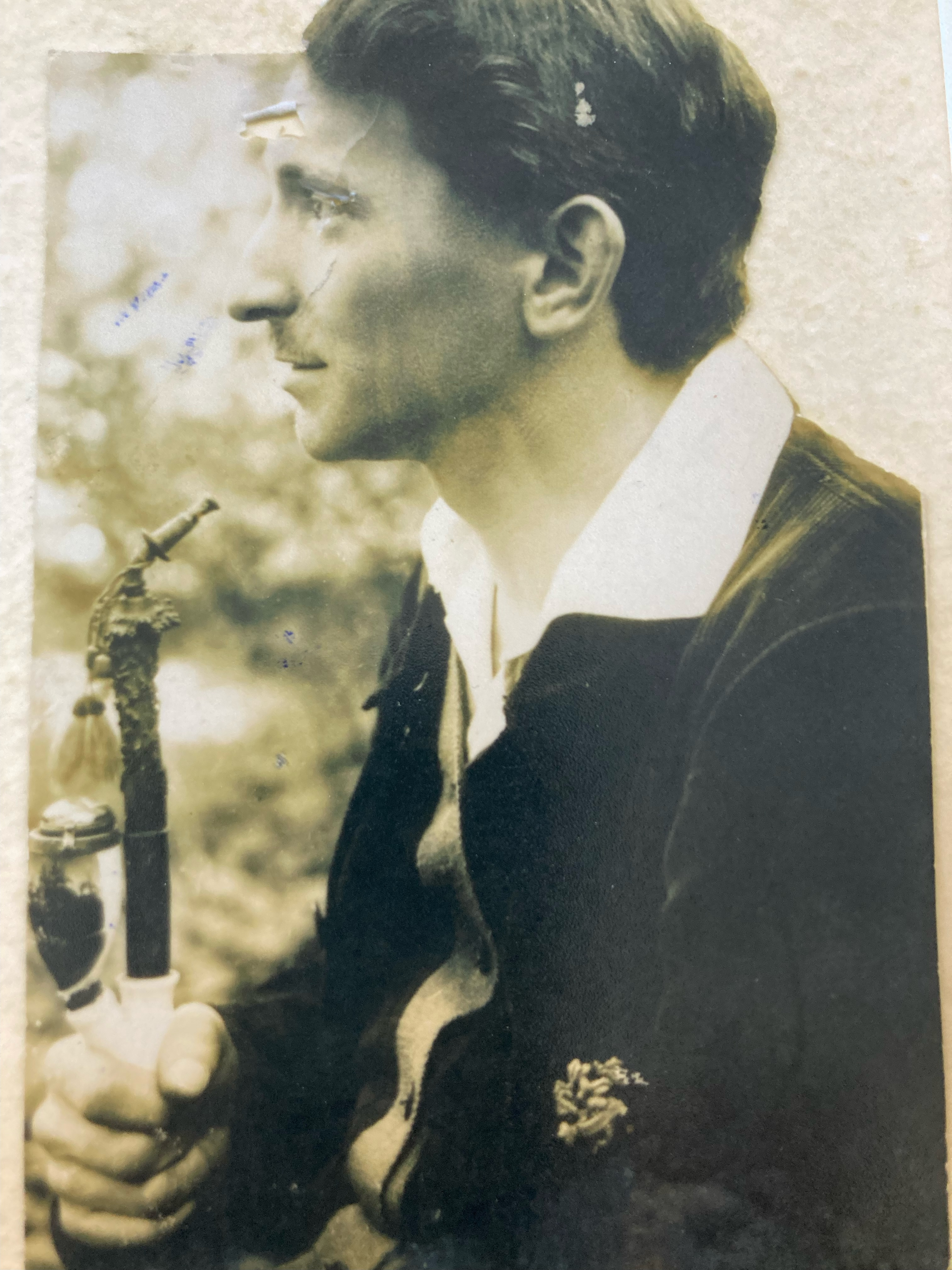
Fritz Winter

Friedrich Wilhelm „Fritz“ Winter (* 20. August 1890 in Landau in der Pfalz; † 19. Dezember 1952 ebenda) war ein deutscher Künstler und Illustrator, bekannt für seine Zeichnungen, die das Leben und die Kultur der Pfalz insbesondere in den 1920er und 1930er Jahren widerspiegeln.

## Leben
Fritz Winter wurde 1890 als Sohn von Karl Winter und dessen Ehefrau Angelika in Landau geboren. Er entstammte einer Familie mit handwerklichem Hintergrund und absolvierte zunächst eine Lehre als Kunsttischler im elterlichen Betrieb. Ein Stipendium ermöglichte ihm später das Studium der Holzbildhauerei an der Akademie der Bildenden Künste München, wo er für seine Arbeiten ausgezeichnet wurde. Ein schwerer Unfall, bei dem Winter einen Fuß verlor, zwang ihn jedoch dazu, seine Karriere als Bildhauer aufzugeben. Er fand eine Anstellung als technischer Zeichner bei der Stadtverwaltung Landau und verfolgte nebenbei seine Leidenschaft für das Zeichnen und Illustrieren.

## Werk und Bedeutung
Winters Illustrationen, die ab den 1920er Jahren entstanden, zeichnen sich durch ihren humorvollen und lebensbejahenden Charakter aus. Er illustrierte für lokale Zeitungen wie den Landauer Anzeiger und den Pfälzer Feierowend sowie für kirchliche Publikationen und Bildungsmaterialien. Seine Arbeiten dokumentieren das kulturelle und gesellschaftliche Leben in der Pfalz und tragen bis heute zur Bewahrung der regionalen Identität bei.